# Quyền LGBT ở Lào
Quyền của người đồng tính nữ, đồng tính nam, song tính và chuyển giới (LGBT) ở Lào không được báo cáo và ghi nhận quá nhiều. Trong khi đồng tính là hợp pháp ở Lào nhưng rất khó để đánh giá được tình trạng chấp nhận và bạo lực mà người LGBT phải đối mặt vì sự can thiệp của chính phủ. Nhiều tuyên bố đã gọi Lào là một trong những quốc gia chủ nghĩa xã hội "khoan dung" nhất. Bất chấp những tuyên bố như vậy, sự phân biệt đối xử vẫn tồn tại. Lào vẫn chưa cung cấp các biện pháp bảo vệ chống phân biệt đối xử đối người cộng đồng LGBT, cũng như không cấm các tội ác thù hận liên quan đến khuynh hướng tình dục và bản dạng giới. Các cặp đôi đồng tính kết hôn cũng không được hưởng bất kỳ quyền lợi nào như các cặp đôi dị giới.

## Tính hợp pháp của quan hệ tình dục đồng giới
Hoạt động tình dục đồng giới hợp pháp tại Lào và không được cho là đã từng bị hình sự hóa. Mặc dù từng là thuộc địa của Pháp nhưng Lào không bao giờ thừa hưởng luật chống người đồng tính như các thuộc địa cũ của Anh. Độ tuổi chấp thuận là 15, không phân biệt giới tính cũng như xu hướng tính dục.

## Công nhận hôn nhân đồng giới
Lào không công nhận hôn nhân đồng giới, cũng như bất kỳ hình thức kết hợp đồng giới nào khác.

## Bảng tóm tắt
| Hoạt động tình dục đồng giới hợp pháp                                                                                       | (Không có hồ sơ về luật chống đồng tính trong lịch sử)     |
| Độ tuổi đồng ý | (Không có hồ sơ về tuổi của sự khác biệt trong pháp luật.) |
| Luật chống phân biệt đối xử chỉ trong việc làm                                                                              | No                                                         |
| Luật chống phân biệt đối xử trong việc cung cấp hàng hóa và dịch vụ                                                         | No                                                         |
| Luật chống phân biệt đối xử trong tất cả các lĩnh vực khác (bao gồm phân biệt đối xử gián tiếp, ngôn từ kích động thù địch) | No                                                         |
| Hôn nhân đồng giới | No                                                         |
| Công nhận các cặp đồng giới                                                                                                 | No                                                         |
| Công nhận nhận con nuôi cho người độc thân bất kể xu hướng tình dục                                                         | Yes                                                        |
| Con nuôi của các cặp vợ chồng đồng giới                                                                                     | No                                                         |
| Con nuôi chung của các cặp đồng giới                                                                                        | No                                                         |
| Người đồng tính nam và đồng tính nữ được phép phục vụ công khai trong quân đội                                              | Unknown                                                    |
| Quyền thay đổi giới tính hợp pháp                                                                                           | Unknown                                                    |
| Truy cập IVF cho đồng tính nữ                                                                                               | No                                                         |
| Mang thai hộ thương mại cho các cặp đồng tính nam                                                                           | No                                                         |
| NQHN được phép hiến máu | No                                                         |